# Claudio Vicuña Subercaseaux
Claudio Vicuña Subercaseaux (Santiago, 1875-Ibidem, 21 de mayo de 1956) fue un agricultor y político chileno, miembro del Partido Liberal Democrático. Se desempeñó como diputado, y ministro de Estado durante los gobiernos de los presidentes Ramón Barros Luco y Arturo Alessandri.

## Familia y estudios
Nació en Santiago de Chile en 1875, siendo uno de los siete hijos del matrimonio conformado por Lucía Subercaseaux Vicuña y Claudio Vicuña Guerrero, quien fuera diputado, y Ministro de Estado durante el gobierno del presidente José Manuel Balmaceda. Realizó sus estudios primarios y secundarios en el Colegio de los Sagrados Corazones de Santiago. Tras lo anterior, se dedicó a la agricultura en sus fundos.
Se casó con Julia Ossa Lynch, con quien tuvo seis hijos.

## Carrera política
En el ámbito político, militó en las filas del Partido Liberal Democrático, colectividad que cuando se dividió en Aliancistas y Unionistas, formó entre los primeros y ejerció como presidente de dicho grupo en 1924 y 1925, y además, fue miembro de la Junta Ejecutiva del mismo.
En las elecciones parlamentarias de 1912, postuló como candidato a diputado por Santiago, resultando electo para el período legislativo 1912-1915. En su gestión fue un eficaz colaborador en la Comisión de Relaciones Exteriores y Colonización, en el estudio de los proyectos que le cupo patrocinar o dejar pasar leyes, por ejemplo, de navegación con Austria; la embajada de Estados Unidos; reforma de la ley consular y otras que fueron de suma importancia.
Paralelamente, en el marco del gobierno del presidente Ramón Barros Luco, el 8 de agosto de 1912, fue nombrado como titular del Ministerio de Guerra y Marina, función que cumplió hasta el 15 de enero de 1913. Durante su gestión en el puesto, fue creada la aero-navegación, se fundó la Escuela de Aviación y firmó el decreto de las fortificaciones del país. Asimismo, se encargó en la época, a la Casa Armstrong de Inglaterra] y Bethelem de Estados Unidos, los cañones de mayor calibre que fueron ubicados en las fortificaciones de Arica, Valparaíso, Iquique y Talcahuano.
A continuación, en las elecciones parlamentarias de 1915, obtuvo la reelección diputacional, pero por La Victoria y Melipilla, por el período 1915-1918. En la oportunidad, integró la Comisión Permanente de Guerra y Marina. Por otra parte, fue uno de los organizadores de la concurrencia de Chile a la Exposición de San Francisco (California) en 1915, la cual fracasó por las circunstancias excepcionales de la hacienda pública, que fueron motivadas por la Primera Guerra Mundial y la paralización de las fuentes de entradas de la nación: la importación del salitre.
Más adelante, en junio de 1924, fue designado por el presidente Arturo Alessandri como consejero de Estado. Seguidamente, el 29 de enero de 1925, fue nombrado por el presidente de la Junta de Gobierno Emilio Bello Codesido como ministro de Agricultura, Industria y Colonización, cargo que mantuvo con el retorno a la presidencia de Arturo Alessandri, hasta el 2 de octubre del mismo año. De manera simultánea, entre los días 1 y 27 de julio, actuó como ministro de Obras Públicas, Comercio y Vías de Comunicación, reemplazando en calidad de subrogante a Francisco Mardones Otaíza.
Entre otras actividades, fue miembro de la Sociedad Nacional de Agricultura (SNA) y del Club de La Unión. Falleció en Santiago el 21 de mayo de 1956, a los 81 años.